# Om nou sovietic

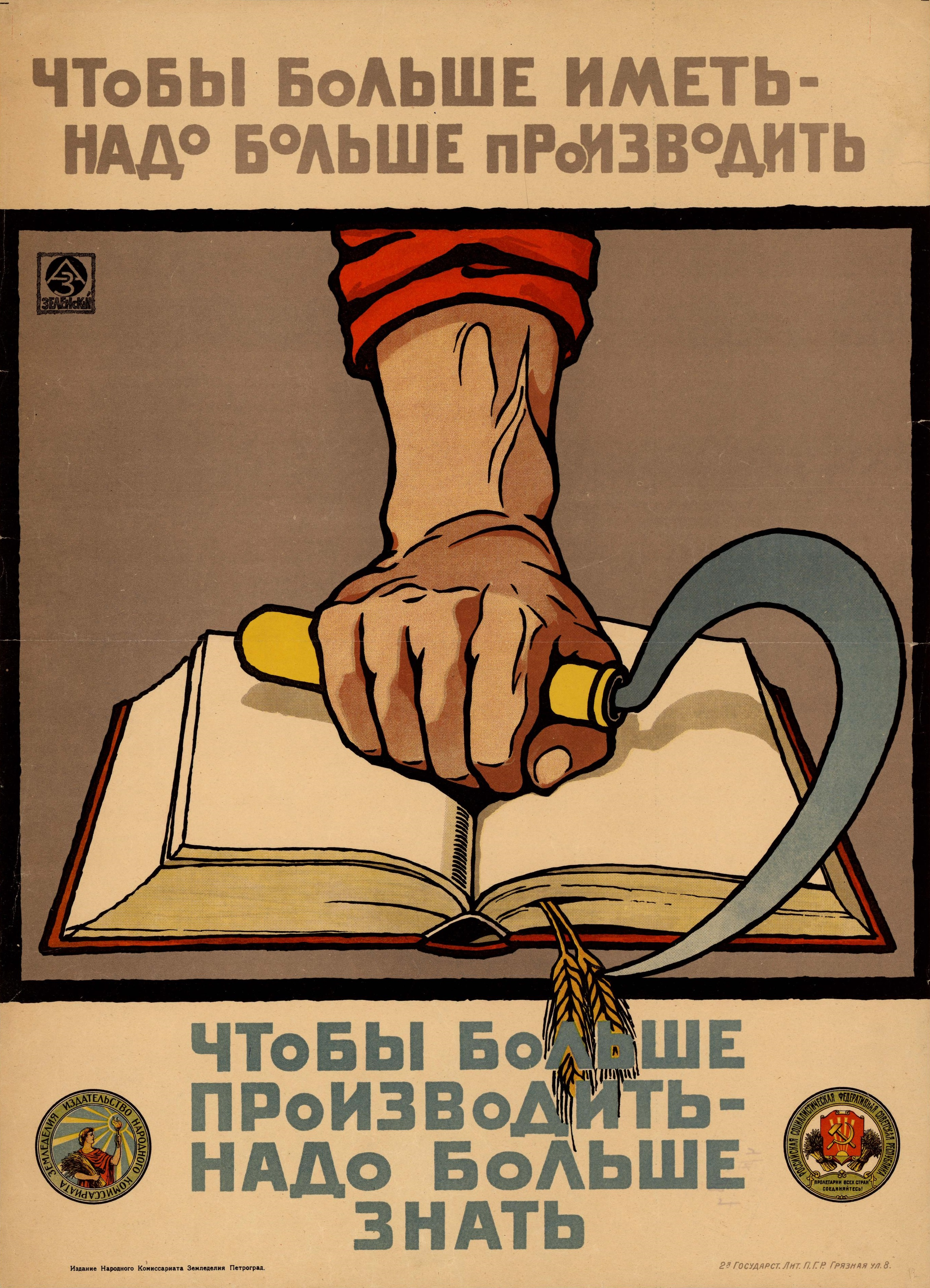
Afiș de propagandă din 1920: „Pentru ca să avem mai mult, este necesar să producem mai mult. Pentru ca să producem mai mult, este necesar să știm mai mult.”

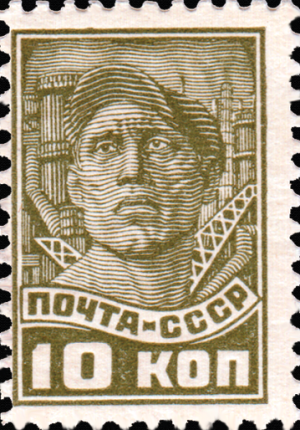
Chipul unui muncitor industrial pe un timbru din 1937

Noul om sovietic (în rusă новый советский человек, transliterat: novîi sovetskii celovek), așa cum a fost postulat de ideologii din Partidul Comunist al Uniunii Sovietice, a fost un arhetip al unei persoane cu calități specifice despre care se spunea că se profilează ca fiind dominante în rândul tuturor cetățenilor din Uniunea Sovietică, indiferent de diversitatea culturală, etnică și lingvistică a țării, creând un singur popor sovietic și o singură națiune sovietică.

## Obiectivul
De la rădăcinile sale de la mijlocul secolului al XIX-lea și începutul secolului al XX-lea, susținătorii comunismului au postulat că în cadrul noii societăți a comunismului pur și a condițiilor sociale din cadrul acesteia, un Nou Bărbat și o Nouă Femeie se vor dezvolta cu calități care să reflecte circumstanțele înconjurătoare de dezvoltare științifică fără precedent și care au depășit starea de sărăcie.
De exemplu, Lev Davidovici Troțki scria în 1924 în Literatura și Revoluția (Литература и революция) despre „omul comunist”, „omul viitorului”:
Omul își va propune să-și stăpânească propriile sentimente, să-și ridice instinctele pe culmile conștiinței, să le facă transparente, să extindă firele voinței sale în adâncurile ascunse și astfel să se ridice pe un nou plan, să creeze un tip biologic social superior sau, dacă vreți, un supraom.
Wilhelm Reich se întreba în 1933:
 Se va reproduce noul sistem socio-economic în structura caracterului poporului? Dacă da, cum? Trăsăturile sale vor fi moștenite de copiii săi? Va fi el o personalitate liberă, care se va autoregla? Elementele de libertate încorporate în structura personalității vor face inutile orice forme autoritare de guvernare?

## Omul nou

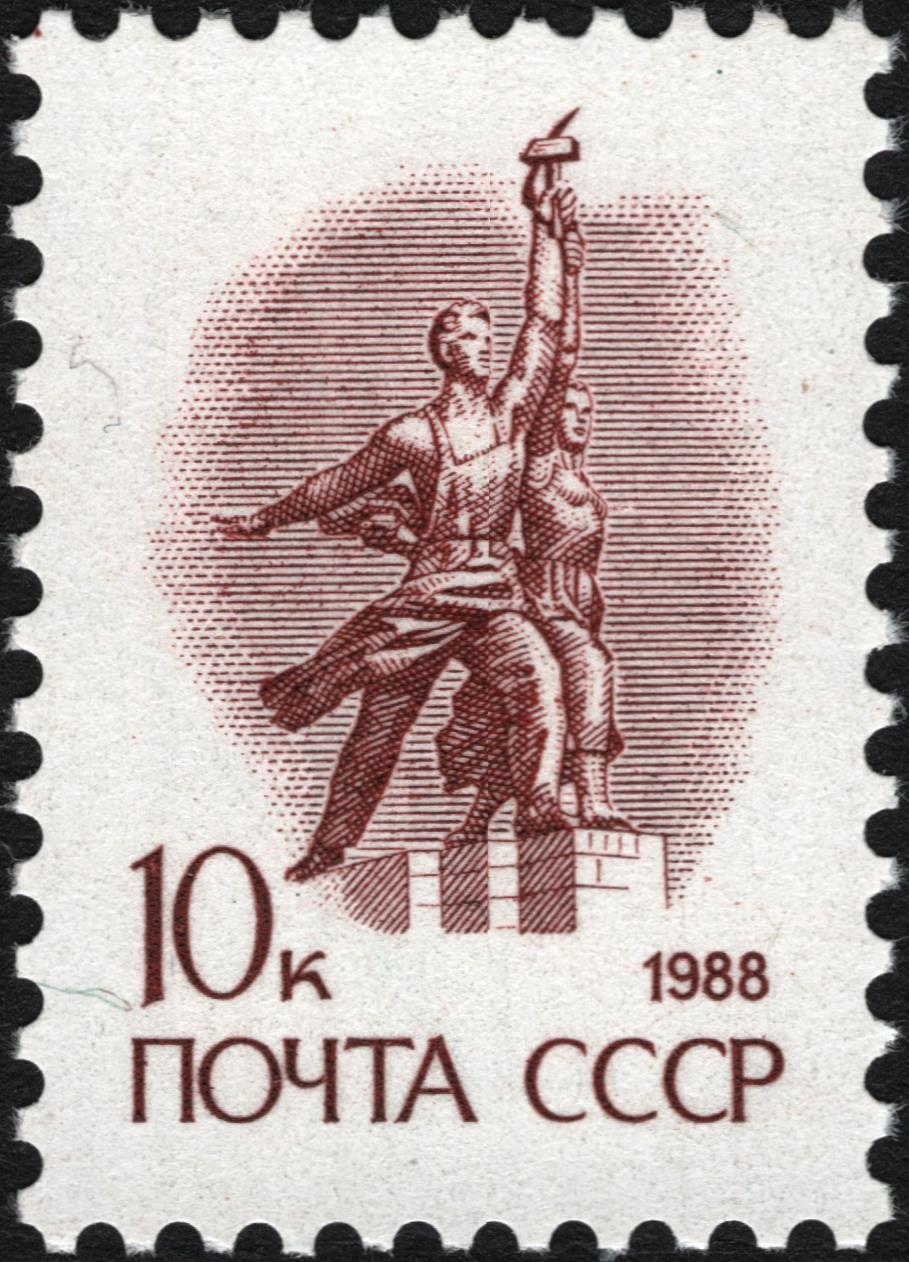
Monumentul Muncitorul și colhoznica comemorat într-un timbru sovietic în stil realismului socialist..

Omul sovietic trebuia să fie altruist, cult, sănătos, musculos și entuziast în răspândirea revoluției comuniste. Aderarea la marxism-leninism și un comportament individual în concordanță cu prescripțiile acestei filosofii se numărau printre trăsăturile cruciale așteptate de la noul om sovietic, ceea ce presupunea intelectualism și disciplină asiduă. El nu era condus de instinctele primitive, ci de stăpânirea conștientă de sine, o convingere care presupunea respingerea atât a personalității înnăscute, cât și a inconștientului, pe care psihologii sovietici le respingeau.
El trata proprietatea publică cu respect, ca și cum ar fi fost a lui. El ar fi trebuit să se considere mai degrabă sovietic (din punct de vedere cultural, etnic și lingvistic) decât rus, ucrainean, belarus sau oricare dintre numeroasele alte popoare și culturi din URSS.
Munca sa necesita efort și austeritate, ca să demonstreze că omul nou triumfă asupra instinctelor sale primare. Alexei Stahanov și pseudorecordul său în domeniul extragerii cărbunelui a făcut ca el să fie prezentat ca fiind exemplul „omului nou”, iar membrii mișcării stahanoviste au încercat să îi urmeze exemplul.
Omul nou ar putea fi, de asemenea, o „femeie nouă”. Pravda descria femeia sovietică ca pe cineva care nu a existat și nu ar fi putut exista niciodată înainte. Femeile stahanoviste erau mai rare decât bărbații stahanoviști, dar un sfert dintre toate femeile din sindicate au fost desemnate ca „spărgătoare de norme”. Pentru Expoziția Universală de la Paris din 1937, Vera Muhina a realizat o sculptură momentană, Muncitorul și colhoznica, două personaje îmbrăcate în haine de lucru, care își încrucișează uneltele, ciocanul lui și secera ei.
Sociologul și scriitorul Alexandr Zinoviev a scos în relief în mod satiric că faptul că a fost creat într-adevăr de către sistemul sovietic un nou tip de om, dar a susținut că acest om nou - pe care l-a botezat Homo sovieticus' - era, în multe privințe, opusul idealului noului om sovietic.

### Altruismul
Printre trăsăturile principale ale noului om sovietic se număra colectivismul altruist. Omul nou altruist era dispus să își sacrifice viața pentru cauze bune
Această trăsătură a fost glorificată încă din primele zile sovietice, așa cum o exemplifică versurile din poemul Vladimir Ilici Lenin al poetului sovietic Vladimir Maiakovski:
Cine are nevoie de „1”? 

Vocea lui „1”

mai subțire decât un scârțâit 

cine o poate auzi? 

Doar soția lui.... 

Iar „1” nu înseamnă nimic. 

„1” este un zero.
Personajele de ficțiune și celebritățile vremii care întruchipeau acest model au fost trăsături proeminente ale vieții culturale sovietice, mai ales în momentele în care promovarea conceptului de om nou sovietic a primit o prioritate specială din partea guvernului.
Politicile de încurajare a natalității prin care femeile erau încurajate să aibă mulți copii asigura creșterea numerică a următoarei generații de „oameni noi”.

## Femeia nouă sovietică

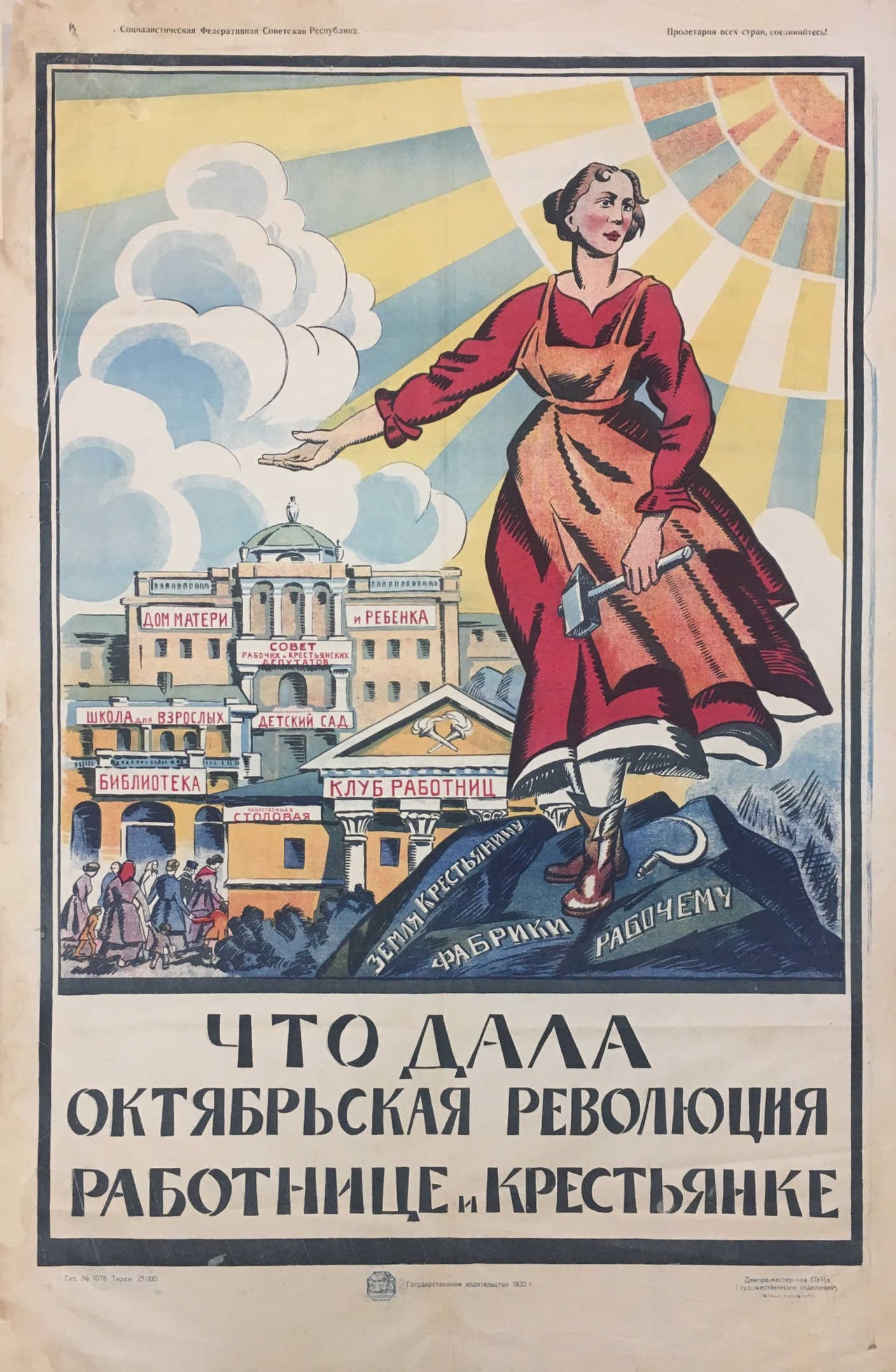
„Cea a oferit Revoluția din Octombrie muncitoarelor și țărăncilor”. Afiș de propagandă sovietică din 1920. Printre realizări se numără: Sovietul Deputaților Muncitorilor și Țăranilor, maternitatea, școala pentru adulți, grădinița, clubul muncitorilor, cantina, biblioteca.

În anii 1920 și până în  epoca stalinistă, conceptul de „noua femeie sovietică” a fost asociat cu cel de „noul bărbat sovietic”. Rolurile ei erau foarte diferite de cele ale corespondentului ei masculin. Ea a fost împovărată cu o identitate complexă, care s-a schimbat odată cu schimbările ideologice din doctrina de partid spre noțiuni mai conservatoare ale rolului familiei și al mamei în sistemul sovietic. Noua femeie sovietică a fost o Superwoman⁠(d) care a ținut în echilibru responsabilitățile diferite și și-a asumat povara unor roluri multiple: cetățean comunist, muncitor cu normă întreagă, soție și mamă.
Noul om sovietic a fost în general caracterizat ca fiind de sex masculin. În propaganda sovietică centrată pe noul om sovietic, era standard ca bărbații să fie descriși ca actori principali, fie luptând împotriva oponenților revoluției marxiste, fie reconstruind lumea. Femeile, pe de altă parte, erau deseori prezentate ca fiind „înapoiate”, beneficiare pasive ale revoluției, mai degrabă decât ca protectoare ale acesteia. Astfel, propaganda echivala adesea dominația masculină cu dominația proletariatului. Deși conducerea partidului susținea că cele două sexe se bucurau de un statut egal în fața legii, o realizare semnificativă în sine, bărbații au rămas standardul după care era măsurată valoarea.
Această marginalizare a femeilor în noua ordine civilă a făcut dificilă găsirea unui loc pentru femei în clasa proletară, pentru care s-a luptat în revoluție. Reglementările din perioada Noii Politici Economice privind măsura în care femeile puteau lucra în condiții periculoase, câte ore puteau lucra într-o tură și tipurile de îngrijire specială pe care le primeau în timpul maternității au făcut ca mulți proprietari de fabrici să fie reticenți să angajeze femei, în ciuda cerințelor Comisariatului Muncii ca femeile să aibă acces egal la locurile de muncă.
În anii 1920, s-au înregistrat progrese în combaterea analfabetismului și în promovarea educației pentru femei. Politica sovietică a încurajat femeile din clasa muncitoare să frecventeze școala și să dezvolte abilități profesionale. Femeile au avut posibilitatea să participe în politică, să devină membre de partid și să candideze pentru funcții elective și administrative. Cu toate acestea, accesul la sfera politică a fost extrem de limitat pentru femei.
Politicile lui Iosif Stalin privind femeile au fost mai conservatoare decât cele ale predecesorului său Lenin. Deoarece era preocupat de scăderea ratei natalității, Stalin a eliminat viziunea feministă marxistă asupra femeilor în societate, care, în opinia sa, le elibera pe femei de patriarhat și capitalism. În concordanță cu linia partidului, Stalin a reafirmat importanța femeilor ca forța de muncă și în domeniul educației, în primul rând a alfabetizării, deși a început să sublinieze rolul mamei într-un mod care se deosebea de noțiunile mai radicale de la începutul anilor 1920.
„Dispariția familiei” nu mai era un obiectiv al progresului economic și politic. Noua linie a partidului era că familia și statul urmau să se consolideze odată cu realizarea deplină a socialismului. Campanii masive de propagandă au legat bucuriile maternității de beneficiile puterii sovietice. Ideologia sovietică a început să susțină că rolurile publice ale femeilor erau compatibile cu rolurile de soție și mamă. De fapt, că cele două se întăreau una pe cealaltă și erau ambele necesare pentru o adevărată feminitate.
Noua femeie sovietică se deosebea foarte mult de concepțiile revoluționarelor care au precedat anii 1930. În loc să fie eliberată de problemele casnice, ea era legată de ele. Deși acum îndeplinea rolul de colegă a bărbatului la locul de muncă, ea era obligată să se dedice și să îi fie parteneră de ajutor în casă. Unul dintre rolurile principale ale noii femei sovietice era cel de mamă. Acest rol a căpătat o mare importanță în urma declinului demografic care a început în anii 1920. Războiul și revoluția au decimat populația. Legislația care legaliza avorturile și utilizarea tot mai frecventă a contracepției (deși nu era încă atât de răspândită) în anii 1920 a contribuit, de asemenea, la scăderea numărului de locuitori, deoarece femeile au început să muncească mai mult și să nască mai puțini copii.
Ca mijloc de combatere a acestei tendințe, propaganda a pus un nou accent pe rolul femeii ca perpetuator al regimului comunist prin capacitatea ei de a produce următoarea clasă de muncitori sănătoși, o politică numită „pronatalism”. Propaganda a prezentat pronatalismul, un mijloc de a încuraja femeile să aibă copii, în moduri diferite pentru femeile din clasa muncitoare din mediul urban și pentru femeile din mediul rural. Propaganda concepută pentru publicul urban a legat sexualitatea feminină sănătoasă de reproducere, în timp ce informațiile medicale destinate femeilor de la țară au descris concepția ca scop principal al actului sexual.
În anii 1920 și până în epoca stalinistă, politica sovietică a forțat femeile să își restrângă aspirațiile profesionale pentru a-și îndeplini dublul rol de muncitoare și gospodine. Cerințele concurente ale vieții de familie au limitat mobilitatea profesională a femeilor. Femeile au gestionat presiunea rolurilor trăite în perioada stalinistă fie prin restrângerea aspirațiilor profesionale, fie prin limitarea dimensiunii familiei. În ciuda piedicilor, femeile din clasa de jos au avut la dispoziție oportunități fără precedent în această perioadă. Femeile aveau acum o voce în dezbateri, iar „Departamentul pentru muncitoare și țărănci” (Jenotdel⁠(d)), secția de femei a CC al PCUS din 1919 până în 1930, a făcut progrese în timpul funcționării sale pentru ca să sporească capacitatea de acțiune politică, socială și economică a femeilor sovietice.

## Consecințe
Istoricul Stephen Wheatcroft afirmă că țărănimea sovietică a fost supusă distrugerii culturale în timpul procesului de crearea omului nou sovietic.